# Gilbert (cràter marcià)
Gilbert és un gran cràter marcià localitzat al sud del planeta, a l'àrea denominada Promethei Terra. És un dels diversos grans cràters fortament picats de marques que comparteixen el mateix planell. Des de 1973 porta el nom del geòleg nord-americà Grove K. Gilbert.